# Punktöga

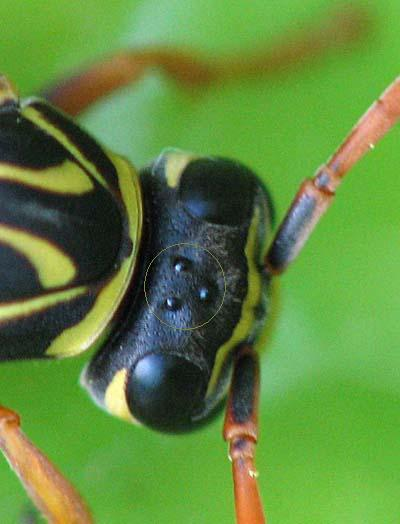
Punktögon hos en stekel av släktet Polistes.

Punktöga (ocell, pluralis oceller av latin ocellus 'litet öga', pluralis ocelli) är en sorts öga som förekommer hos många leddjur. Punktögon är enkla ögon som vanligen ser ut som svarta prickar. De är uppbyggda så att en enkel lins fokuserar ljuset mot en samling ljuskänsliga celler. Punktögon är mycket ljuskänsliga, men verkar inte ge något bildseende.
(Förutom enkla ögon som punktögat finns hos vissa leddjur en sorts öga som kallas fasettögon, eller komplexögon. Dessa ögon består av ett stort antal mindre sammansatta enheter som kallas ommatidier, var och en med en egen lins.)
Hos fullbildade insekter förekommer antingen punktögon eller fasettögon, eller i vissa fall både och som hos getingar. Hos urinsekter förekommer endast punktögon. Ofta sitter punktögonen i kluster om tre, på insektens panna. Hos sländor som flyger på kvällen är punktögonen väl utvecklade.
Punktögon finns även hos insekters larver. Olika larver kan ha olika bra syn, vissa kan antagligen bara skilja på ljus och mörker, andra larver kan uppfatta konturer och färger. 
Även spindeldjurs ögon kan kallas punktögon. Spindlar har flera men enkla ögon, dessa är så kallade kameraögon, men kan kallas för punktögon i litteratur.